# Vance Palmer
Edward Vivian «Vance» Palmer (Bundaberg, Queensland, 28 de agosto de 1885-Melbourne, Victoria, 15 de julio de 1959) fue un novelista, dramaturgo, ensayista y crítico australiano, considerado uno de los fundadores de la literatura dramática de Australia. Algunos de sus trabajos los realizó bajo el seudónimo Rann Daly.

## Biografía
Vance Palmer nació en Bundaberg, Queensland, el 28 de agosto de 1885 y asistió a la Ipswich Grammar School. Como no existía universidad en Queensland, cursó estudios de escritura australiana contemporánea en el centro intelectual de Brisbane, por aquel entonces Escuela de Artes, de cuya biblioteca era asiduo lector (especialmente Chéjov, Turguénev, Flaubert, Balzac y Maupassant) y recibió la influencia del escritor Alfred G. Stephens, conocido sobre todo por su revista The Bulletin. Con 16 años abandonó los estudios y tras varios empleos, trabajó como profesor particular en la estación del ganado de Abbieglassie, 800 kilómetros al oeste de Brisbane, donde adquirió una experiencia que afectó en gran manera su carrera posterior.
Desde sus primeros años estaba decidido a ser escritor y, en 1905 y nuevamente en 1910, viajó a Londres, por aquel entonces el centro del universo cultural de Australia, para hacer realidad sus sueños de convertirse en autor. Entre 1910 y 1915 viajó por Francia, Irlanda, Estados Unidos y México. Su asociación con el intelectual británico Alfred Orage y su revista The New Age y otros socialistas del gremio influenciaron en gran medida su perspectiva política.
Palmer conoció a su futura esposa, Janet (Nettie) Higgins, en 1909 y se casaron en Londres en 1914. Cuando estalló la Primera Guerra Mundial regresaron a Australia, estableciéndose en Melbourne, donde nacieron sus hijas Aileen y Helen en 1915 y 1917 respectivamente. En 1918 se unió al ejército australiano, pero la guerra terminó antes de que prestara servicio. Vance y Nettie hicieron campaña contra el intento del gobierno de Hughes de introducir el servicio militar en Australia.
Palmer publicó su primera novela en 1920 y una obra que tuvo buena acogida, The Black Horse, en 1924. Tanto Vance como Nettie habían empezado a publicar poesía, cuentos, críticas y artículos periodísticos antes de la guerra, pero entre 1925 y 1929, cuando vivían de forma modesta en el pueblo pesquero de Caloundra, en el sudeste de Queensland, se dedicaron a la literatura a tiempo completo. Sus mejores novelas de este período fueron The Man Hamilton (1928), Men are Human (1930), The Passage (1930) y The Swayne Family (1934). Cuando 'Men are Human y The Passage ganaron el tercer y primer premio de un concurso literario del The Bulletin, que le reportaron unos ingresos de £400, su situación económica mejoró notablemente.
Durante la Segunda Guerra Mundial Vance y Nettie se opusieron firmemente a la llegada del fascismo, tanto en Australia como en el extranjero. Durante los años 1940 Palmer publicó una serie de obras históricas y biográficas: National Portraits (1941), A G Stephens: His Life and Work (1941), Frank Wilmot (1942) y Louis Esson and the Australian Theatre (1948).
En los años de la posguerra Palmer volvió a escribir ficción y en 1948 publica Golconda (1948), basada en la vida del político de Queensland Ted Theodore, primera novela de una trilogía que continuaría con Seedtime (1957) y The Big Fellow (1959), trilogía considerada como una de las mejores obras del autor.
En 1954 publicó la que quizás es su principal obra histórica, The Legend of the Nineties, un estudio crítico del desarrollo de la tradición nacionalista en la literatura australiana asociada generalmente con The Bulletin.
Vance Palmer se caracterizó por la subordinación de sus intereses privados al interés público. Vance y Nettie fueron instrumentos fundamentales para el reconocimiento de la literatura australiana como un tema digno de estudio serio y enseñanza académica. Los últimos años de Vance y Nettie se vieron oscurecidos por su propia mala salud y por la preocupación por su hija Aileen, que sufrió en 1948 la primera de sus crisis mentales, las cuales la recluirían durante años en diversas instituciones psiquiátricas.
A principios de 1959 sufrió dos ataques al corazón. Murió repentinamente en su casa de Kew, a las afueras de Melbourne, el 15 de julio de ese mismo año, pocos días antes de la publicación de una edición especial de Meanjin en honor de Palmer y su esposa y de la publicación de su novela The Big Fellow, obra que poco después recibiría el Miles Franklin Award (actualmente Victorian Premier's Prize).

### Novelas
- The Shantykeeper's Daughter (1920)
- The Boss of Killara (1922)
- The Enchanted Island : A Novel (1923)
- The Outpost (1924)
- Cronulla : A Story of Station Life (1924)
- Secret Harbor (1925)
- Spinifex (1927)
- The Man Hamilton (1928)
- Men Are Human (1930)
- The Passage (1930)
- Daybreak (1932)
- The Swayne Family (1934)
- Legend For Sanderson (1937)
- Cyclone (1947)
- Golconda (1948)
- Seedtime (1957)
- The Big Fellow (1959)

### Colecciones de relatos cortos
- The World of Men (1915)
- Separate Lives (1931)
- Sea and Spinifex (1934)
- Let the Birds Fly 1955)
- The Rainbow-Bird and Other Stories (1957) compilada por Allan Edwards
- The Brand of the Wild and Early Sketches (2002)

### Poesía
- The Forerunners (1915)
- The Camp (1920)
- Old Australian Bush Ballads (1950) con Margaret Sutherland

### Drama
- The Black Horse and Other Plays (1924)

### No ficción
- National Portraits (1940)
- A.G. Stephens : His Life and Work por Alfred Stephens (1941) editada por Vance Palmer
- Louis Esson and the Australian Theatre por Louis Esson (1948) editada por Vance Palmer
- Intimate Portraits and Other Pieces : Essays and Articles (1969) compilada por Harry Payne Heseltine
- Letters of Vance and Nettie Palmer 1915-1963 (1977) editada por Vivian Smith